# AtlasGlobal Україна
AtlasGlobal Україна (торговельна марка Atlasglobal) —  колишня українська авіакомпанія, що виконувала регулярні пасажирські авіаперевезення з міст України до Стамбула. Базувалася у Міжнародному аеропорту «Львів».  Фактично, діяльність припинено ще 26 листопада 2019 року.

## Історія
Авіакомпанія зареєстрована 30 вересня 2013 року у Львові. Її статутний фонд становить 7 990 тис. гривень, причому 4 млн гривень внесла турецька авіакомпанія AtlasGlobal, ще 3,2 млн гривень — львівська ТОВ «АІС Груп Україна», решту — три фізособи.
У квітні 2014 року отримала сертифікат експлуатанта на виконання комерційних повітряних авіаперевезень від Державної авіаційної служби України та ліцензію для надання послуг з перевезення пасажирів, вантажу повітряним транспортом.
З травня 2015 року авіакомпанія Атласджет Україна почала використовувати торгову марку Atlasglobal.
30 вересня 2015 року авіакомпанія почала виконувати міжнародні регулярні рейси зі Стамбула до Харкова та в зворотньому напрямку.1 жовтня 2015 року Атласджет Україна відкрила регулярні рейси до Львова, а з 25 жовтня того ж року до Запоріжжя.
У березні 2016 року авіакомпанія Аласджет Україна / торгова марка Atlasglobal / успішно пройшла процедуру аудиторської перевірки Міжнародної асоціації повітряного транспорту (IATA) на відповідність сучасним вимогам експлуатаційної безпеки. Аудит було проведено французькою компанією Quali-Audit. За підсумками успішного проходження аудиту, Аласджет Україна була внесена до реєстру операторів IOSA, отримавши сертифікат Сертифікат оператора IOSA (IATA Operational Safety Audit)реєстрації терміном до 25 березня 2018 року.
27 березня 2016 року авіакомпанія Аласджет Україна / торгова марка Atlasglobal / збільшила частоту польотів з Харкова до Стамбула до 7 разів на тиждень.
Перевізник пропонує українським пасажирам перельоти зі стикуваннями в Стамбулі до міст Туреччини, Північного Кіпру, Європи, Середньої Азії, Близького Сходу та Кавказу.
Навесні 2018 року авіакомпанія заявила, що тимчасово припиняє усі регулярні рейси з українських міст до Стамбулу. Неофіційною причиною вважають відмову ДАС надати дозволи на польоти за маршрутами Київ-Стабул та Одеса-Стамбул. Дата поновлення рейсів є невідомою. Станом на липень 2018 року авіакомпанія здійснює виключно чартерні рейси.

## Напрямки
| Місто   | Держава   | Аеропорт         | Примітки           |
| ------- | --------- | ---------------- | ------------------ |
| Стамбул | Туреччина | Стамбул-Ататюрк  |                    |
| Одеса   | Україна   | Одеса (аеропорт) | з 1 листопада 2018 |

## Флот
До складу повітряного флоту авіакомпанії (на травень 2016) входять 2 літаки моделей Airbus A320/200.: